# 2004 Lexell
A 2004 Lexell (ideiglenes jelöléssel 1973 SV2) a Naprendszer kisbolygóövében található aszteroida. Nyikolaj Sztyepanovics Csernih fedezte fel 1973. szeptember 22-én.